# Asenovci

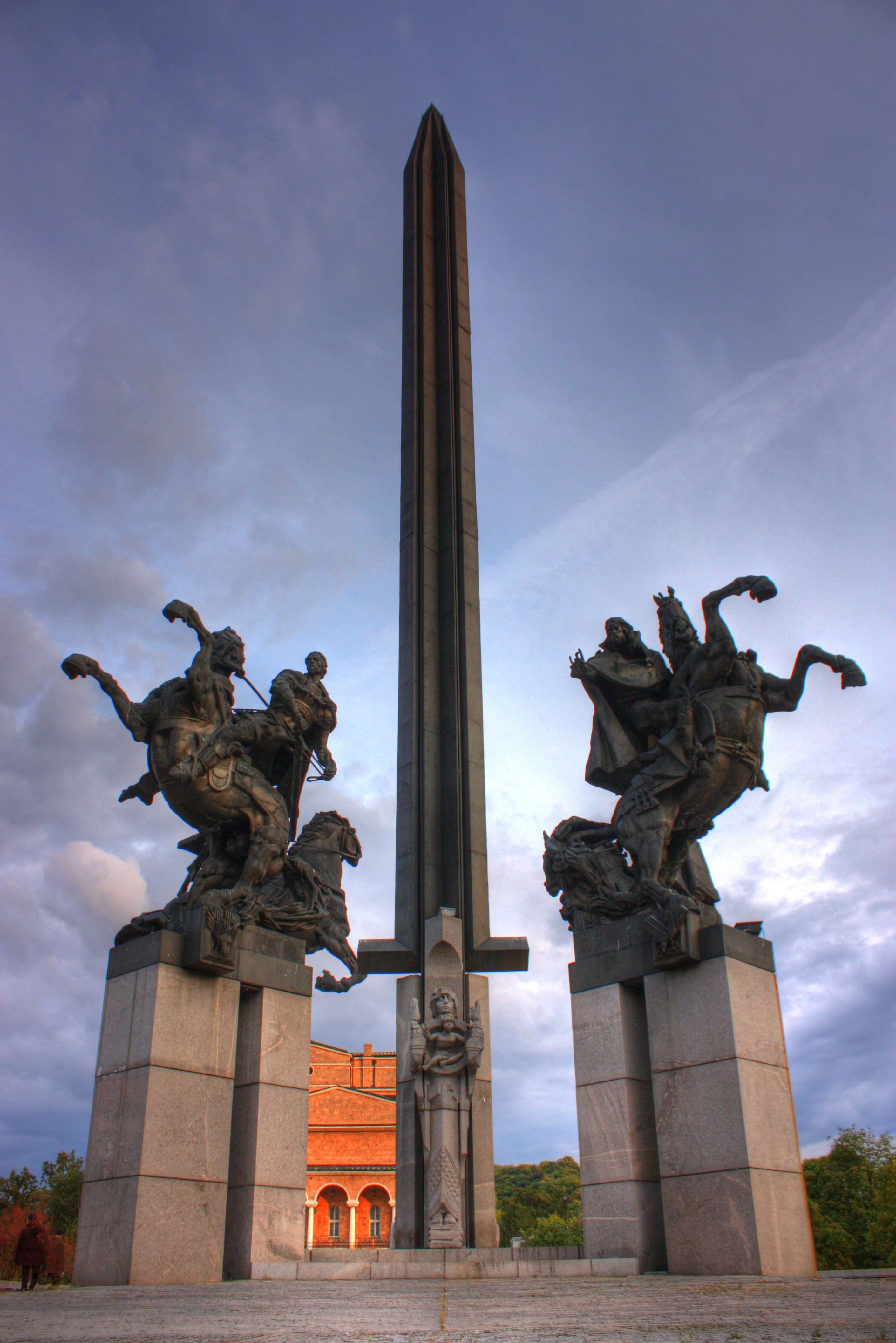
Památník dynastie Asenovců v jejich hlavním městě Velikom Tarnovu. Autorem sousoší je prof. Krum Damianov

Asenovci (bulharsky: Асеневци, Asenevtsi) byli panovníci středověkého bulharského státu, dnešními historiky nazývaného Druhá bulharská říše, mezi lety 1187 a 1280.

## Původ a etymologie
Etnický původ rodu Asenovců (Todor I., Petr IV., Ivan Asen I. a Kalojan) je mezi historiky předmětem diskuzí. O jejich původu existují tři hlavní hypotézy :
1. názor že mají bulharský původ je běžný mezi bulharskými historiky
2. jiní, kteří zakládají svá tvrzení na zmínkách v některých kronikách jim přiřazují valašský původ [2]
3. avšak většina historiků se přiklání k jejich turkickému původu, protože některé z jmen v rodu, včetně Asen - „esen“, což v kumánštině znamenalo „bezpečný, vitální, zdravý“ a Belgun - „bilgün“, což v turečtině znamená „moudrý“ (přezdívka Ivana Asena I.) jsou odvozeny z Kumánského jazyka. [3][4][5][6][7]

## Vzestup
Rod se dostal na vzestup za dob bojarského protibyzantského povstání, kdy se Asen a jeho bratr Todor postavili do čela rebelie. Díky slabosti nového byzantského císaře Izáka II. Angela mohli bratři koncem října 1185 vyhlásit "druhé císařství" se sídlem v Tarnovu. Starší z bratrů Todor byl pod jménem Petr II. Bulharský korunován carem. Asena si vzal jako spoluvládce. Po neúspěšných taženích Byzance proti novému státnímu útvaru byl v roce 1187 vyhlášen mír, ve kterém byla uznána bulharská samostatnost.

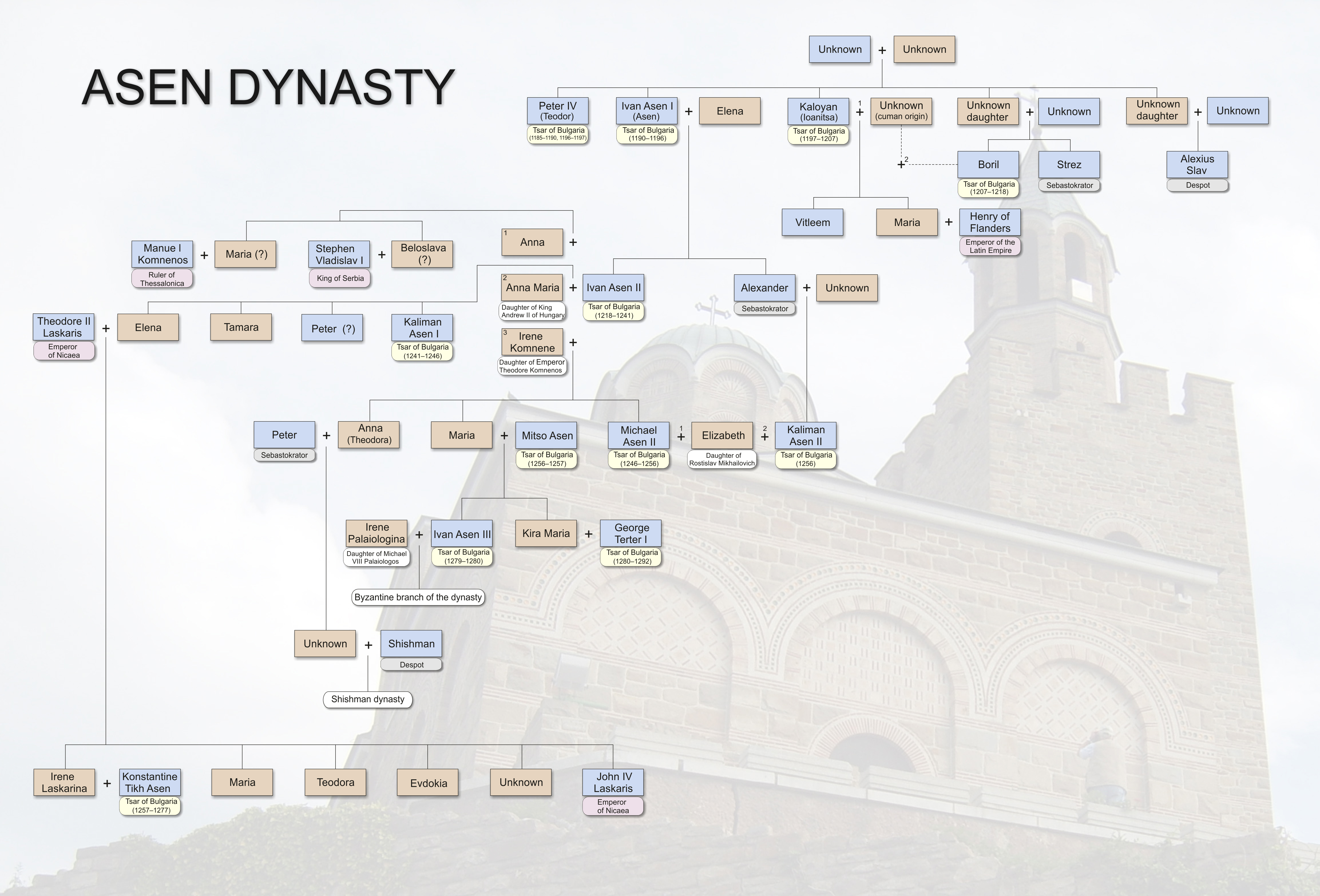
Rodokmen Asenovské dynastie

## Panovníci z Asenovské dynastie
| Asen I. (Asen)                   | 1187 - 1196 |
| Petr II. Bulharský (Todor)       | 1186 - 1197 |
| Kalojan (Joanica)                | 1197 - 1207 |
| Boril (Boril Kaliman)            | 1207 - 1218 |
| Ivan Asen II.                    | 1218 - 1241 |
| Kaliman I. Asen (Koloman)        | 1241 - 1246 |
| Michail II. Asen                 | 1246 - 1256 |
| Kaliman II. Asen (Koloman)       | 1256        |
| Mitso Asen                       | 1256 - 1257 |
| Konstantin Asen (Konstantin Tih) | 1257 - 1277 |
| Ivan Asen III.                   | 1279 - 1280 |